# Anthurium regale
Anthurium regale là một loài thực vật có hoa trong họ Ráy (Araceae). Loài này được Linden miêu tả khoa học đầu tiên năm 1866.